# カタール国立銀行
カタール国立銀行（カタールこくりつぎんこう、Qatar National Bank、略称QNB）はカタールの国立銀行。パリ・サンジェルマンと世界陸連のスポンサーとしてもお馴染み。カタール投資庁と民間企業が所有している。

## 概要
1964年6月6日に設立。通称QNBグループと呼ばれる金融事業では世界27カ国で展開されており、中東アフリカでは2番目の規模を誇る。トーゴのエコバンクの株を23.5%を持っている。インドネシアにもQNB銀行も8割以上を保有している。